# Cattedrali in Russia
Segue una lista delle cattedrali della Russia.

## Cattedrali cattoliche
Cattedrali cattoliche
| Cattedrale                            | Località                                    | Arcidiocesi o Diocesi | Immagine |
| ------------------------------------- | ------------------------------------------- | --------------------- | -------- |
| Cattedrale dell'Immacolata Concezione | Arcidiocesi della Madre di Dio a Mosca      | Mosca                 |          |
| Cattedrale di San Clemente            | Diocesi di San Clemente a Saratov           | Saratov               |          |
| Cattedrale della Trasfigurazione      | Diocesi della Trasfigurazione a Novosibirsk | Novosibirsk           |          |
| Cattedrale di San Giuseppe            | Diocesi di San Giuseppe a Irkutsk           | Irkutsk               |          |
| Cattedrale di San Giacomo             | Prefettura apostolica di Južno-Sachalinsk   | Južno-Sachalinsk      |          |

## Cattedrali luterane
| Cattedrale                          | Località        | Arcidiocesi o Diocesi                                                      | Immagine |
| ----------------------------------- | --------------- | -------------------------------------------------------------------------- | -------- |
| Cattedrale di Cristo Salvatore      | Kaliningrad     | Chiesa evangelica luterana della parte europea della Russia                |          |
| Cattedrale dei Santi Pietro e Paolo | San Pietroburgo | Chiesa evangelica luterana di Russia, Ucraina, Kazakistan ed Asia Centrale |          |
| Cattedrale dei Santi Pietro e Paolo | Mosca           | Chiesa evangelica luterana della parte europea della Russia                |          |
| Duomo Vecchio                       | Vyborg          | Diocesi luterana di Vyborg                                                 |          |

## Cattedrali armene
| Cattedrale                             | Località  | Arcidiocesi o Diocesi                         | Immagine |
| -------------------------------------- | --------- | --------------------------------------------- | -------- |
| Cattedrale della Santa Croce           | Mosca     | Eparchia armena di Mosca                      |          |
| Cattedrale di San Giovanni Evangelista | Krasnodar | Eparchia armena della Russia Meridionale      |          |
| Cattedrale di San Sergio               | Soči      | Vicariato Nord della Chiesa Apostolica Armena |          |